# Långasjö skola
Långasjö skola var en skola i Tvings socken, Blekinge län mellan 1879 och 1957. Skolan är idag en hembygdsgård som ägs sedan 1957 av Tvings Långasjö Hembygdsförening.
På övre våningen finns idag ett museum från skoltiden.
I Lokalen finns i dag två stycken harmonium. Ett av Östlind & Almquist och det andra av Gottfrid Ånstrand.

## Lärare
- 1888-1891/1895 Jonas Olofsson Lindén (1868-)
- 1893-1896 och 1922 F. A. Svanbeck
- 1902-1903 Bera Göthilda Sjögren (1883-)
- 1903-1917 Selma Nilsson (1880-1917)
- 1916-1919 Elisabet Arvidsson (1893-)
- 1919-1921 Henning Svensson (1897-)
- 1917-1919/1920 Anne Julie Henriksson (1897-)
- 1920-1922 Gustaf Adolf Karlsson
- 1921-1922 Märta Sahlström (1895-)
- 1921-1922 Beda Maria Olsson (1903-)
- 1923-1957 Maria Svensson (1897-)
- 1923-1948 Axel Cederholm
- 1948-1952 Ivan Franzén